# Брадфордский собор
Брадфордский собор, полностью Кафедральный собор святого Петра (англ. Bradford Cathedral) — один из трёх соборов диоцеза Лидса Церкви Англии. Расположен в городе Брадфорд, Уэст-Йоркшир, Англия. Церковь на месте настоящего собора находилась с VIII века, после прибытия в Дьюсбери миссионеров. До 1919 года это была приходская церковь святого Петра. Здание относится к объектам культурного наследия Англии I категории.

## История

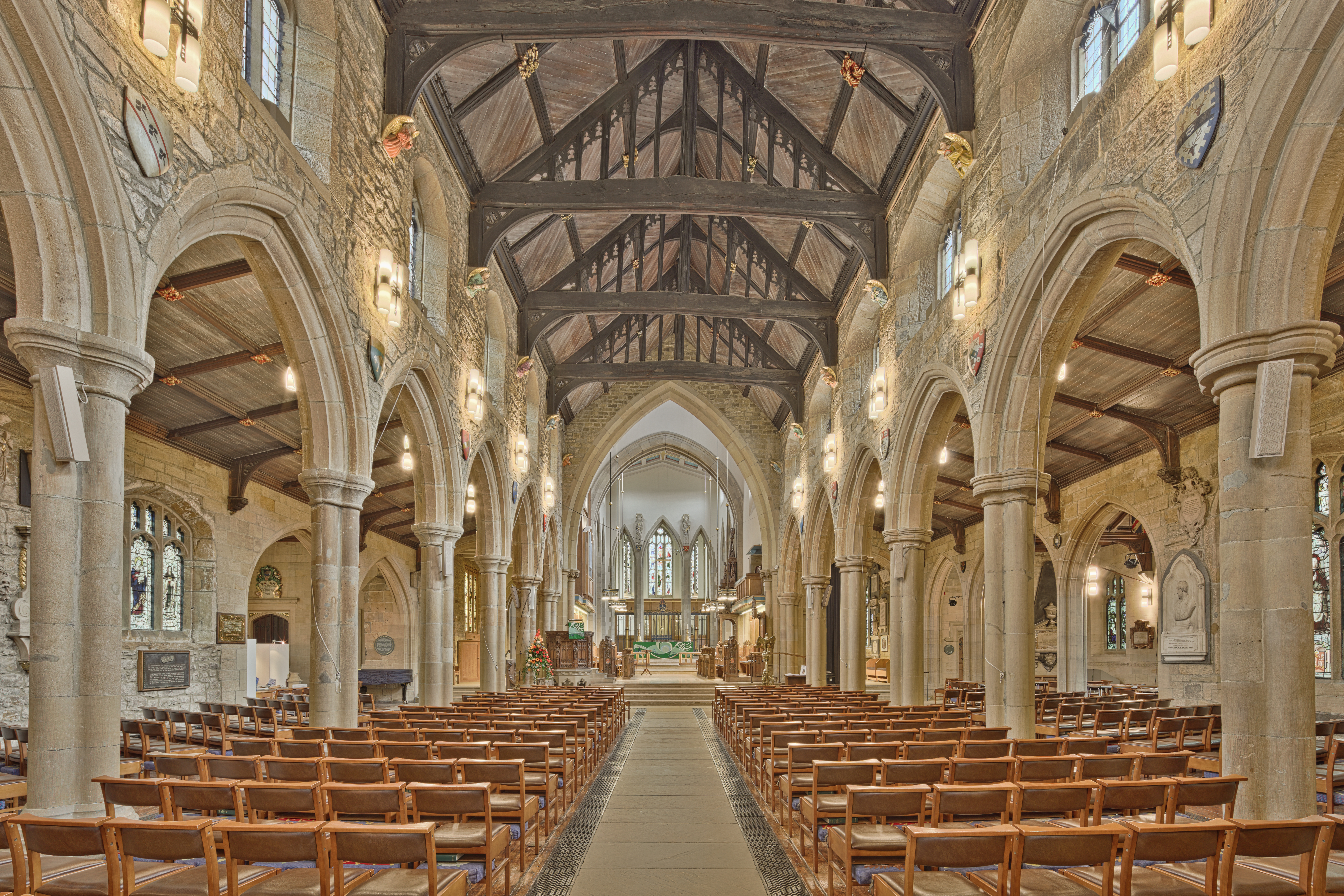
Неф

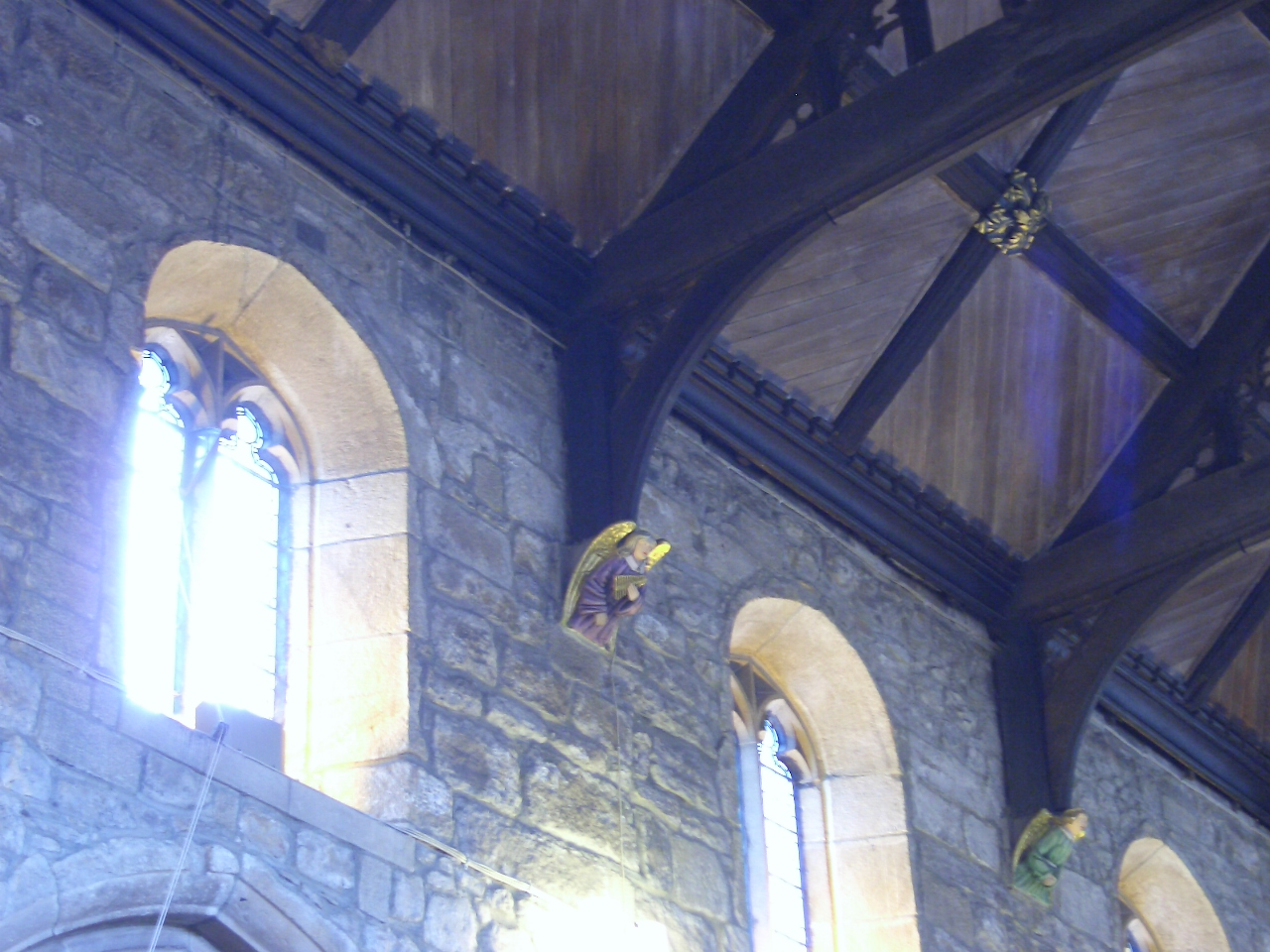
Окна

Первая церковь на этом месте была построена в англосаксонские времена и разрушена во время вторжения норманнов в 1066 году. Норманнская аристократка леди Алиса де Ласи построила вторую церковь, которая 300 лет спустя была разрушена шотландцами.
В XIV веке церковь была перестроена; возможно, часть старого камня была использована при реконструкции нефа. Самая старая сохранившаяся часть нынешнего здания — аркады нефа, которые были завершены в 1458 году. К концу XV века над ними был пристроен клеристорий. На северной (семейством Левенторп) и южной (владельцами Боллинг-холла) сторонах были пристроены капеллы. К 1508 году на западной оконечности собора возведена башня в перпендикулярном стиле. В 1854 году Роберт Мауэр вырезал для церкви новое ретабло из канского камня. Оно было утрачено во время ремонта в 1950-х годах (в архиве собора сохранилась фотография).
Первоначально церковь относилась к Йоркской епархии, а затем перешла к Рипонской. В 1919 году после создания диоцеза Брадфорда стала собором и 20 апреля 2014 года после образования диоцеза Лидса стала одним из трёх равноправных его центров.
В 1950-х и 1960-х годах здание было расширено Эдвардом Мауфом. Он пристроил восточную часть собора, однако сохранил витражи фирмы «Morris & Co.» из старого восточного окна, изображающие библейских женщин. Многие настенные памятники являются работами Джона Флаксмана. Мауф также расширил западную часть собора по обе стороны башни.
В 1987 году неф и западная часть здания были переделаны так, чтобы собор мог вместить возросшее число посетителей. В стенах башни были пробиты новые входы, отремонтирована панельная обшивка крыши, установлено новое освещение, а викторианские скамьи заменены более мобильными стульями. Подушечки для сиденья вышили прихожане из многих приходов диоцеза. На них изображены христианские символы, а также мешки шерсти (дань Брадфорду как некогда «шерстяной столице мира») и Белая роза Йорков. Лучшая вышивка представлена на подушках в святилище и хоре.
Орган в нефе в это же время убрали, чтобы лучше осветить западный конец, заменив его электронным инструментом, который транслирует звучание органа на хорах в неф при помощи громкоговорителей.
В начале XXI века соборный капитул решил устроить музей религии в Доме Св. Петра (Брадфордский главпочтамт XIX века постройки), но музей не стал популярен и закрылся, оставив собор с долгами, от которых удалось освободиться лишь в 2007 году, а Дом был продан группе «Kala Sangam», занимающейся искусством юго-восточной Азии.
Окрестности собора являются его охранной зоной, в которой действуют специальные правила, регулирующие облик зданий и озеленение. В ней живут настоятель и члены соборного капитула. Резиденция епископа находится в Хитоне приблизительно в трёх милях от центра города.
Собор всегда находился несколько на отшибе, в XIX и XX веках церковь была довольно плохо видна за постройками, но в 1960-е годы вид на неё из центра города был раскрыт.

## Музыка
Мальчики и девочки соборного хора обучаются в двух десятках местных школ. Взрослые певцы обычно любители, не зарабатывающие на жизнь пением в хоре, но с 2015 года для хористов введены стипендии.

### Орган
Первый известный орган церкви св. Петра датируется 1786 годом и построен йоркским мастером Джоном Дональдсоном. В 1822 году орган перестраивал Джозеф Бут, известно, что у этого инструмента было 24 регистра на трёх мануалах (Хор и Хауптверк по 58 клавиш, Швеллер — 46-клавишный) и 18-клавишной педали. Самые большие трубы — 16-футовых регистров. К 1904 году орган был расширен до 40 регистров, в том числе один 32-футовый, с 1904-го появились подразделения в нефе, позднее убранные. Современный орган состоит из 63 регистров от 32-футового, расположенных на четырёх 61-клавишных мануалах (Хоры, Хауптверк, Швеллер и Соло) и 32-клавишной педали. Электронный орган в нефе отключен.